# Divisione No. 2 (Terranova e Labrador)
La Divisione No. 2 è una divisione censuaria di Terranova e Labrador, Canada di 22.298 abitanti.

## Comunità
- Town

Baine Harbour, Bay L'Argent, Burin, English Harbour East, Fortune, Fox Cove-Mortier, Frenchman's Cove, Garnish, Grand Bank, Grand le Pierre, Lamaline, Lawn, Lewin's Cove, Little Bay East, Lord's Cove, Marystown, Parkers Cove, Point May, Point au Gaul, Red Harbour, Rushoon, St. Bernard's-Jacques Fontaine, St. Lawrence, Terrenceville, Winterland
- Suddivisioni non organizzate

Suddivisione C, Suddivisione D, Suddivisione E, Suddivisione F, Suddivisione G, Suddivisione H, Suddivisione I, Suddivisione J, Suddivisione K, Suddivisione L